# Sizaire-Naudin
Sizaire-Naudin – francuskie przedsiębiorstwo produkujące małe sportowe samochody przed II wojną światową.
Do 1914 roku firma działała pod nazwą "Etablissement Sizaire et Naudin", a do 1921 roku jako "Sté Nouvelle des Autos Sizaire". Przedsiębiorstwo założył Maurice Sizaire wraz ze wspólnikiem Louisem Naudin w 1905 roku, w Paryżu. Produkcję zakończono w roku 1921, a zaprojektowane konstrukcje wykorzystano w firmie Sizaire Frères. Zakład specjalizował się w montowaniu niewielkich, dwuosobowych sportowych aut. Były łatwo rozpoznawalne na wyścigach dzięki charakterystycznemu umiejscowieniu przedniego zawieszenia. 

## Znane modele
- Typ F (1908)
- 12 CV (1908 - 1912)

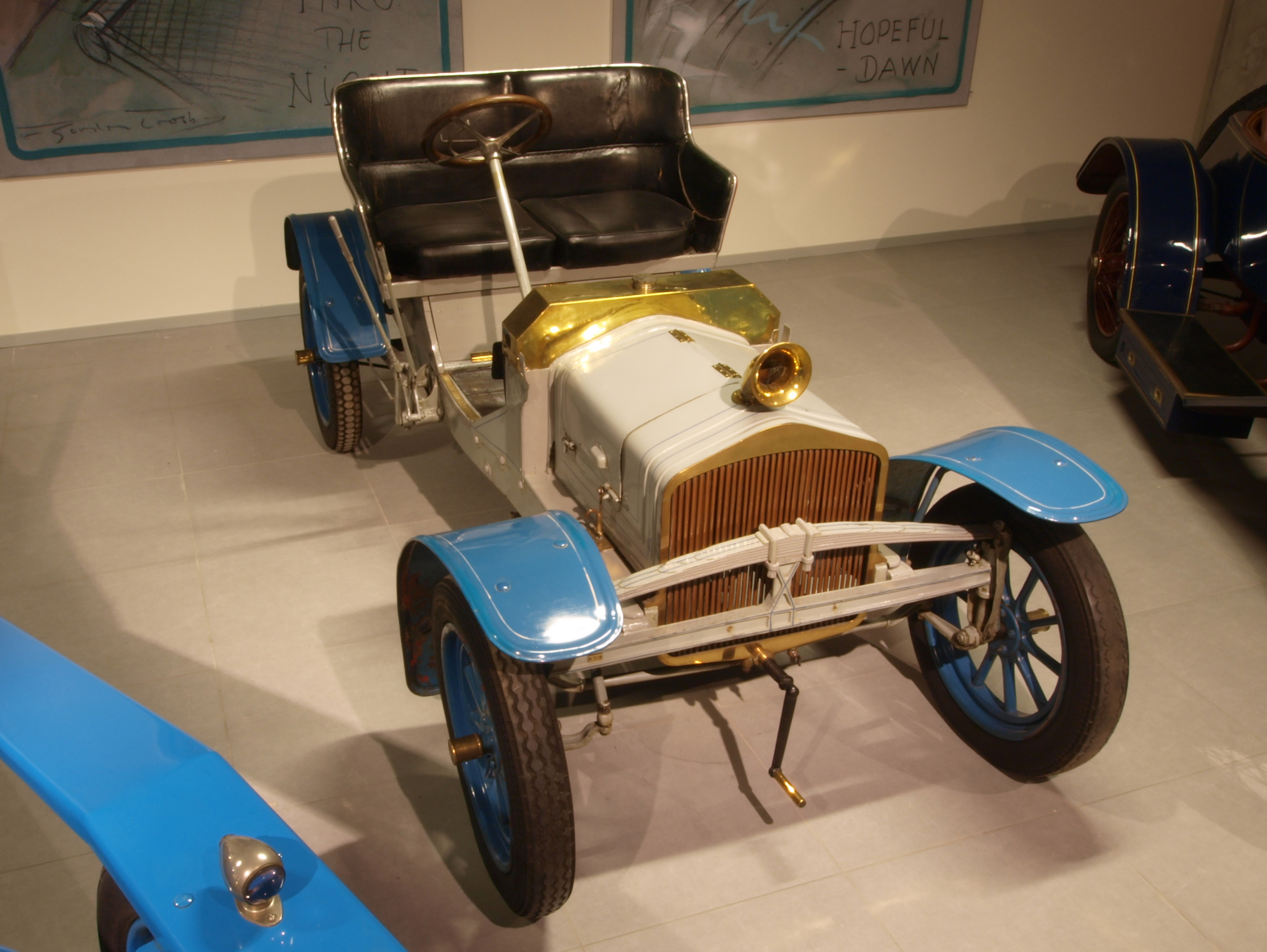
Sizaire-Naudin (model 1906)
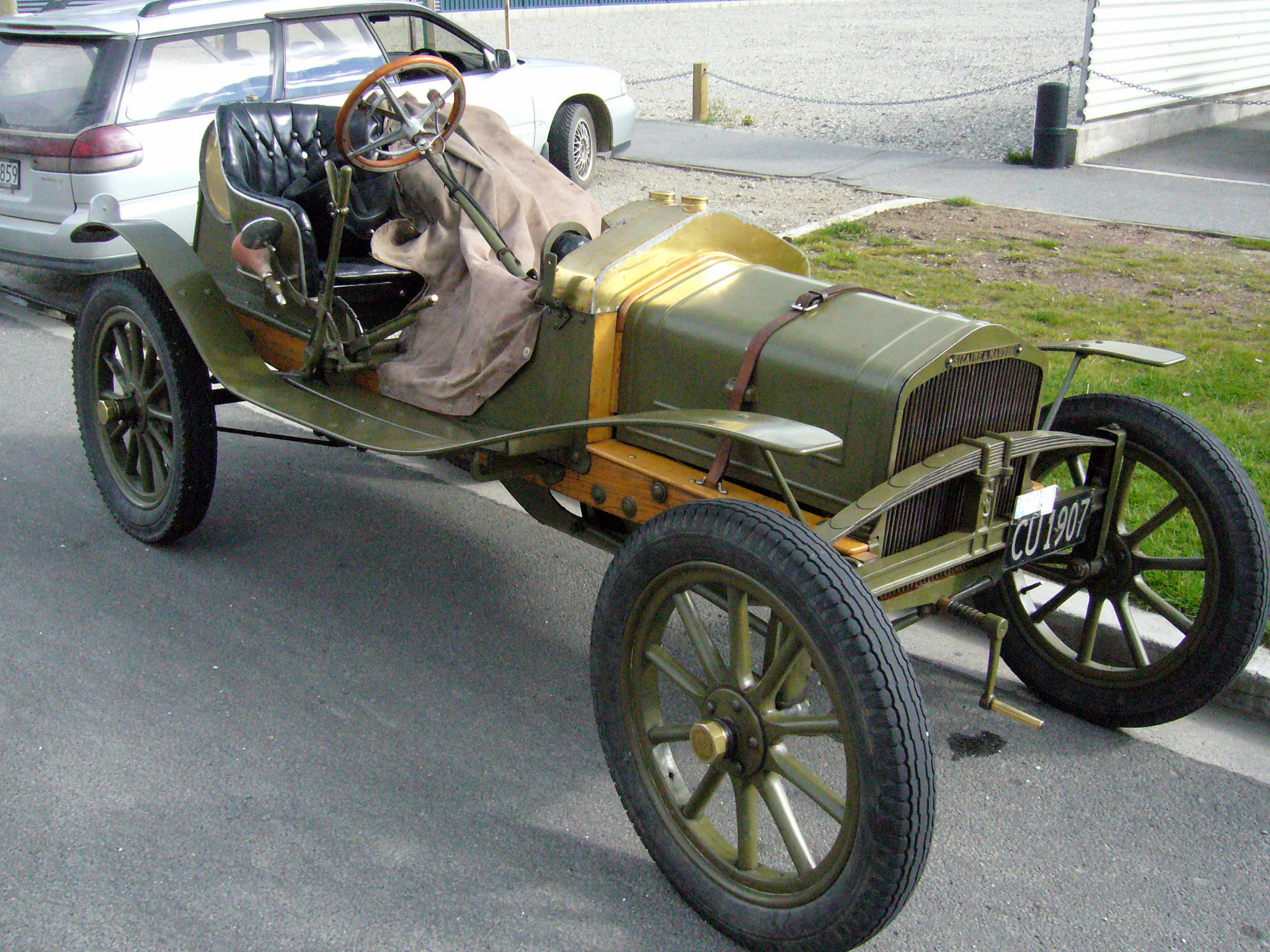
Sizaire-Naudin (model 1907)
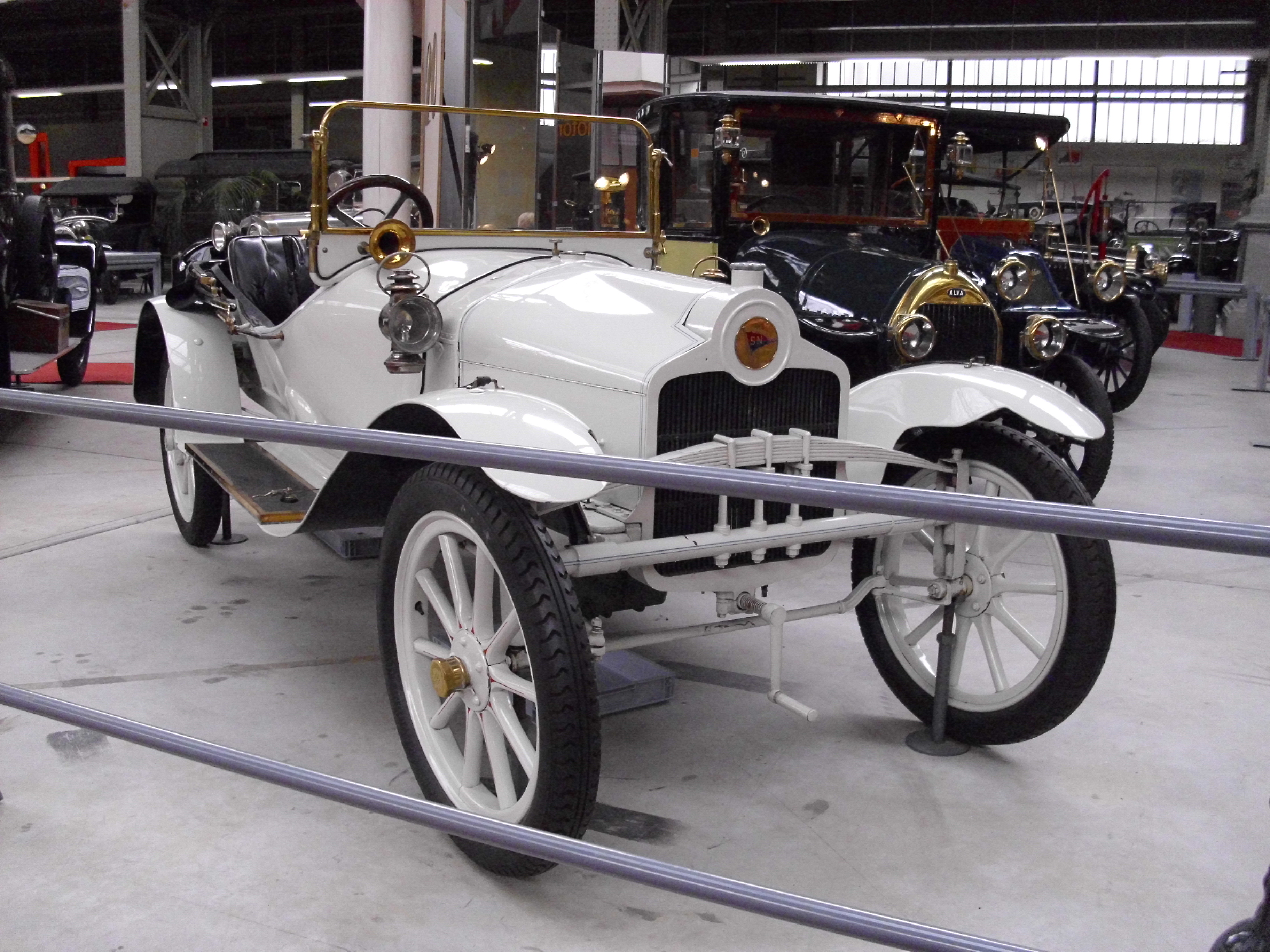
Sizaire-Naudin (model 1910)